# Mammillaria stella-de-tacubaya
Mammillaria stella-de-tacubaya ist eine Pflanzenart aus der Gattung Mammillaria in der Familie der Kakteengewächse (Cactaceae). Das Artepitheton stella-de-tacubaya bedeutet ‚Stern von Tacubaya‘.

## Beschreibung
Mammillaria stella-de-tacubaya wächst meist einzeln. Die gräulich grünen Triebe sind kugelig und 4 bis 5 Zentimeter und 4 bis 6 Zentimeter im Durchmesser groß. Sie sind von der weißen Bedornung vollkommen verdeckt. Die kurz zylindrisch geformten, apikal gerundeten Warzen führen keinen Milchsaft. Die Axillen sind mit spärlicher Wolle besetzt. Ein Mitteldorn, oder auch fehlend, ist vorhanden. Er ist gehakt, weißlich mit dunkler Spitze und 4 bis 11 Millimeter lang. Die 35 bis 60 Randdornen sind ineinandergreifend, borstenartig und liegen an der Körperfläche eng an. Sie sind 3 bis 7 Millimeter lang.
Die rötlich weiß bis grünlich weißen Blüten haben einen rötlich braunen Mittelstreifen. Sie sind 1,5 Zentimeter lang. Die keulig geformten Früchte sind bräunlich rot. Sie sind 0,9 bis 1,5 Zentimeter lang und enthalten bräunlich schwarze Samen.

## Verbreitung  und Systematik
Mammillaria stella-de-tacubaya ist im mexikanischen Bundesstaat Durango verbreitet.
Die Erstbeschreibung erfolgte 1904 durch Emil Heese (1862–1914). Ein nomenklatorisches Synonym ist Mammillaria lasiacantha f. stella-de-tacubaya (Heese) W.A.Fitz Maur. & B.Fitz Maur. (2005).

## Nachweise